# Nils Rahm (läkare)
Nils Georg Rahm, född 28 april 1890 i Stockholm, död där 2 december 1950, var en svensk läkare och invärtesspecialist.
Nils Rahm var son till byråchefen Nils Olof Wilhelm Rahm. Efter mogenhetsexamen 1908 blev han medicine kandidat 1911 och medicine licentiat 1921. Efter diverse förordnanden var han underläkare vid Epidemisjukhuset i Stockholm 1921, vid Söderby sjukhus 1921–1922 och vid Provisoriska sjukhuset i Stockholm 1922–1924. Rahm, som 1913 blev fältläkarstipendiat i reserven och 1921 bataljonsläkare vid Fältläkarkåren, utnämndes 1924 till Regementsläkare vid kommendantskapet i Boden och överläkare vid Garnisonssjukhusets medicinska och överläkare vid Garnisonssjukhusets medicinska och epidemiavdelning där. Han var chefläkare vid denna avdelning samt fästningsläkare 1928–1933. Dessutom var han läkare vid Bondes och Överluleå dispensärer 1925–1933 och vid Bodens tuberkulossjukhus 1926–1933. 1933 blev Rahm överläkare vid Garnisonssjukhuset i Stockholm (senare Karolinska sjukhusets medicinska garnisonsavdelning), och från 1939 var han chefläkare där. Rahm skrev ett antal uppsatser av militärmedicinskt och invärtesmedicinskt innehåll. Han var lärare i medicin vid ett stort antal utbildningskurser för värnpliktiga läkare, tandläkare och apotekare. Från 1945 var ha ordförande i Svenska föreningen för invärtes medicin. Rahm var stadsfullmäktig i Boden 1931–1933 som representant för högern.